# 無味榕
無味榕（学名：Ficus insipida）是桑科榕属的一种常见热带乔木，生长在河流沿岸的森林栖息地。它的范围从墨西哥到南美洲北部。

## 名称
無味榕在美洲的不同土著人民中保持着各种用途。在墨西哥、危地马拉、萨尔瓦多和洪都拉斯，它被称为 amate（源自納瓦特爾語：amatl ），并有很多地名以其命名为阿马特兰（amatlán，意为“无味榕之地”），在哥伦比亚，它被称为 chibecha ，在巴拿马和秘鲁被称为 higuerón ，秘鲁和玻利维亚被称为 ojé 。在哥斯达黎加它被称为 chilamate de río，在尼加拉瓜它被称为 chilamate 。

## 分类
1806年，卡尔·路德维希·韦尔登诺以学名 Ficus insipida （字面意思是“平淡无奇的榕树”）对这种树进行了描述，他研究了1780年代Märter Expedition期间园丁Franz Bredemeyer在加拉加斯收集的植物标本。韦尔登诺报告说它的果实无味。但不协调的是，在该地区种植的众多榕树种类中，该物种实际上因其在成熟时大而甜的无花果而被识别。

## 描述

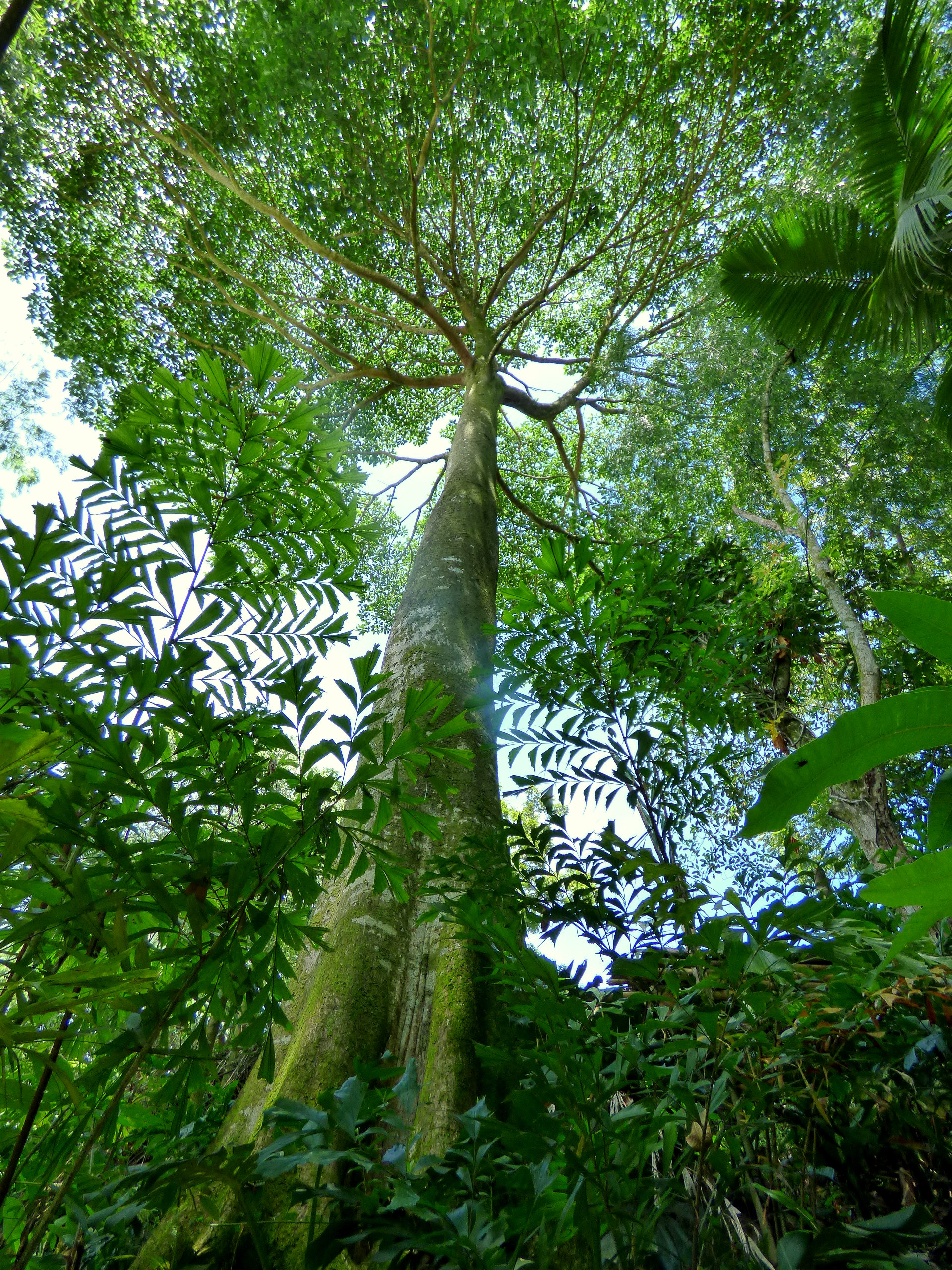
一种非攀援榕树，其树干光滑、笔直，有光滑的树皮和带有支撑根的凹槽。

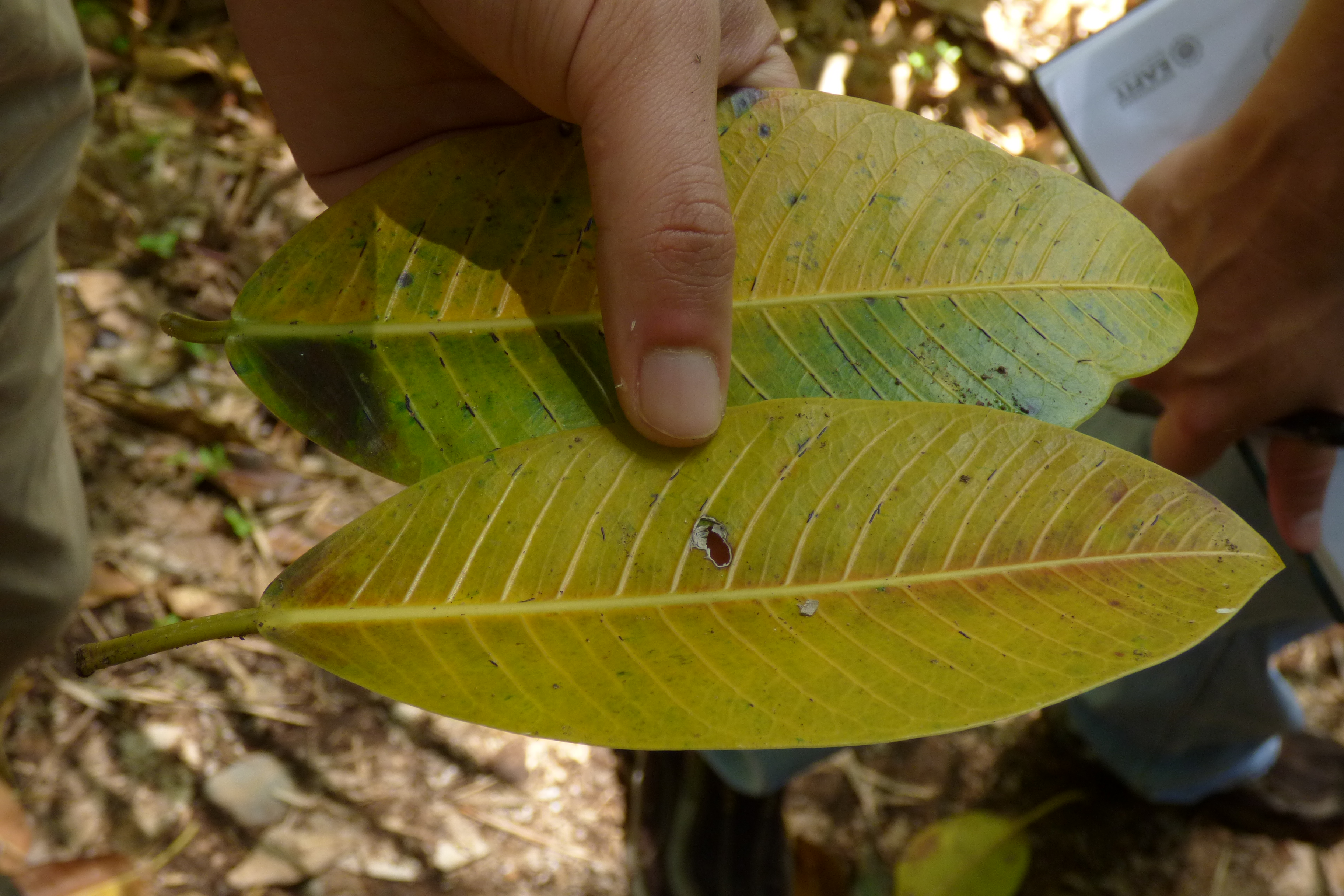
叶脉呈黄色，从树上掉下来后整片叶子变成亮黄色

这是一种的8至40米（26至131英尺）高，并具有数个支撑根的树。由于它是一种能迅速在次生林中定居的先驱树种，也是一种生长迅速的树种，只需100年左右就可以长成一棵大树，因此一般很容易识别出它是次生林中最大的树种。

### 相似物种
在哥斯达黎加或巴拿马，它可能与 Ficus yoponensis 混淆，但这种类似的低地榕树的叶子、托叶和果实更小，只出现在原始森林中，而在次生林中也发现了無味榕。该地区另一种类似的榕属物种是 F. crassivenosa ，但该物种的叶子形状不同，并且没有相同的栖息地偏好（与水道相关的生长趋势）。

## 分布
指名亚种从墨西哥南部到中美洲到哥伦比亚和委内瑞拉，然后到厄瓜多尔、玻利维亚、秘鲁和亚马逊巴西，从委内瑞拉北部到特立尼达和多巴哥和小安的列斯群岛，而亚种 scabra 发生在委内瑞拉东北部的圭亚那地盾向东通过圭亚那到巴西西北部的阿马帕州和帕拉州。
在墨西哥，它被记录在北部的奇瓦瓦州、杜兰戈州、圣路易斯波托西州、锡那罗亚州、索诺拉州、塔毛利帕斯州和萨卡特卡斯州，向南到坎佩切州、恰帕斯州、科利马州、格雷罗州、伊达尔戈州、哈利斯科州、墨西哥州、米却肯州、莫雷洛斯州、纳亚里特州、瓦哈卡州、普埃布拉州、克雷塔罗州、塔巴斯科州和韦拉克鲁斯州。在哥斯达黎加和尼加拉瓜，它分布在大西洋和太平洋沿岸的低地以及中部山谷中。
在玻利维亚，北部和东部的贝尼省、科恰班巴省、拉巴斯省、潘多省和圣克鲁斯省都有记录：除了安第斯山脉西南以外的大部分地区。在厄瓜多尔，埃斯梅拉达斯、因巴布拉、马纳比、莫罗纳·圣地亚哥、纳波、帕斯塔薩、苏昆比奥斯和萨莫拉·钦奇佩等省都找到它。在哥伦比亚，该物种在亚马逊、安蒂奥基亚、玻利瓦尔、博亚卡、卡克塔、卡萨纳雷、考卡、乔科、昆迪纳马卡、瓜希拉、瓜维亚雷、乌伊拉、马格达莱纳、梅塔、纳里尼奥、北桑坦德、普图马约、里萨拉尔达、桑坦德、托利马和考卡山谷等省都有记录。
在巴西的分布除上述阿马帕州和帕拉州外，还包括阿克里州、亚马孙州和朗多尼亚州。在帕拉州，这两个亚种似乎都出现了，尽管还不明确。

### 史前分布
尽管人们常说亚马逊热带雨林是古老的，但实际上它的大部分是在最近一个冰河时代结束之后才开始生长的，并且在3000年前向南大规模扩张。在冰河时代，亚马逊的大片地区被稀树草原覆盖，森林退却为众多避难所。在亚种种群的遗传结构中发现了这种痕迹：尽管从墨西哥到安第斯山脉地区的种群相当多样化，但亚马逊地区大部分地区种群中的树木在遗传上彼此相似，发生“单一广泛的单倍型”和玻利维亚大部分地区的树木在测试序列中根本没有发现可辨别的遗传多样性，这表明它们最近才在该地区殖民。在这方面，该物种显示出与其他低地雨林树木相似的模式。 

### 空间分布
指名亚种在尼加拉瓜和巴拿马很常见，但亚种scabra在圭亚那被相反地称为稀有树种。